# Nieuport
La Société Anonyme des Établissements Nieuport, meglio conosciuta come Nieuport, è stata un'azienda aeronautica francese, attiva dal 1908 al 1937.

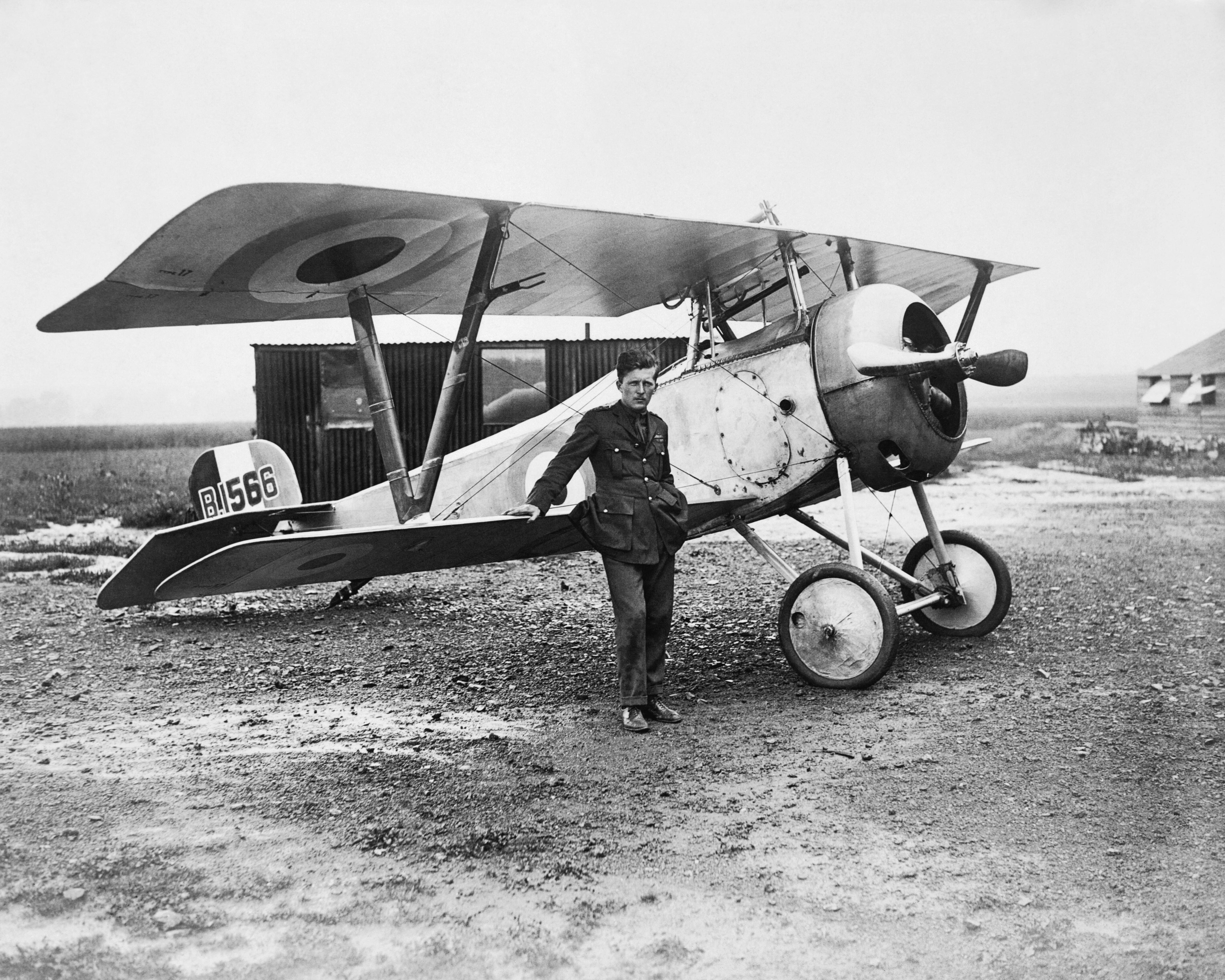
Billy Bishop e un Nieuport 17 britannico in Francia

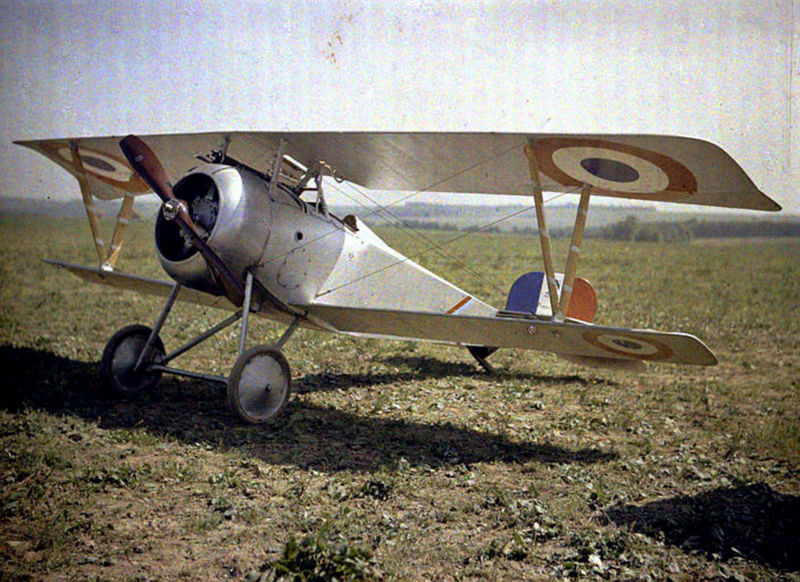
Un caccia Nieuport 17 C.1 della prima guerra mondiale

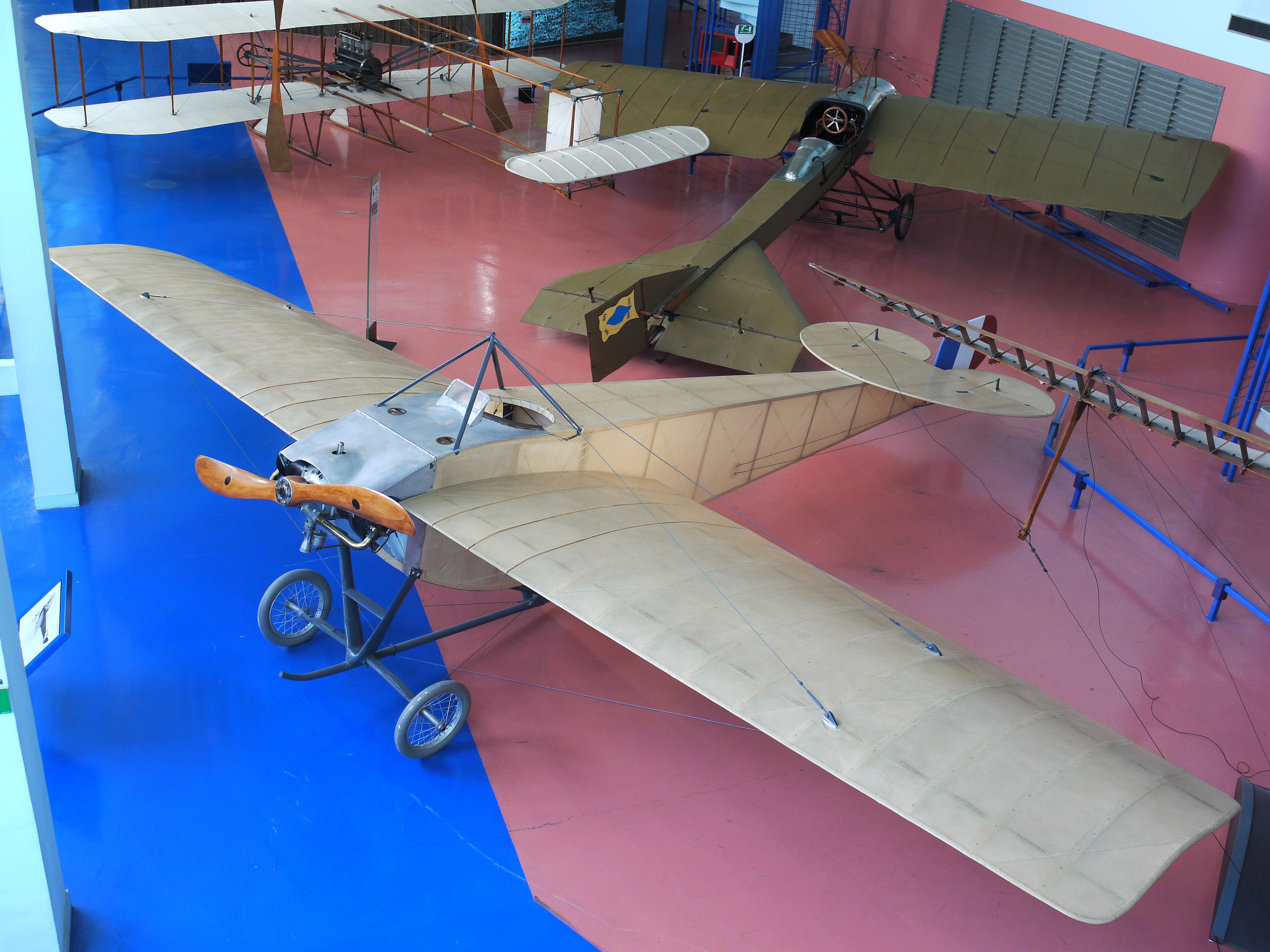
Nieuport II N

## Storia
Nel 1902 i fratelli Édouard e Charles Nieuport fondarono a Suresnes la "Nieuport-Duplex", un'azienda che fabbricava candele e batterie per l'industria motoristica, subito acquisendo importanti clienti come André Citroën, Léon Levavasseur e Gabriel Voisin. L'azienda fu così coinvolta nell'approntamento del biplano Voisin che, nel 1907, fu il primo aeromobile a motore a coprire in volo la distanza di un chilometro.
L'avventura del pionierismo aeronautico affascinò talmente i fratelli Nieuport che, insieme ad altri soci, il 13 gennaio 1908 diedero vita alla "SGAL" (acronimo di Société Générale d'Aéro-Locomotion) con il chiaro intento di produrre aeroplani. L'idea iniziale di Édouard Nieuport, già piuttosto celebre come sportivo con un passato da campione del ciclismo, era quella di realizzare aeroplani da record. In effetti i primi due modelli della casa, presentati rispettivamente nel 1909 e nel 1911, erano stati concepiti per battere i record di velocità, ma il 15 settembre 1911 Édouard Nieuport morì per le contusioni riportate in un atterraggio dimostrativo a motore spento.
Il timone aziendale fu preso dal fratello Charles il quale, apprese le notizie provenienti dalla Guerra italo-turca, che testimoniavano il primo impiego in combattimento degli aeroplani, si convinse a realizzare una versione del monoplano Nieuport II da proporre alle autorità militari.
Purtroppo, il 24 gennaio 1913, anche Charles Nieuport scompare durante il collaudo di un triposto militare e la "SGAL" fu acquisita dal petroliere e appassionato di aeronautica Henri Deutsch de la Meurthe che, nello stesso anno, decise di separare le attività aziendali, mantenendo a Suresnes la produzione degli accumulatori con la denominazione "Société Anonyme des Equipements Electriques" e trasferendo la produzione aeronautica in un nuovo stabilimento a Issy-les-Moulineaux con la denominazione "Société Anonyme des Etablissements Nieuport", affidando la direzione tecnica a Gustave Delage.
L'inizio della prima guerra mondiale comportò numerose commesse per la Nieuport che si ingrandì molto, trovandosi poi in grave crisi al termine del conflitto. Una situazione che si aggravò, nel 1919, con la scomparsa del proprietario. La famiglia Deutsch de la Meurthe decise comunque di proseguire l'attività costruttiva, e nel 1921 riunì le imprese possedute sotto la nuova denominazione "Société Anonyme Nieuport-Astra".
Nell'ambito del tentativo di rivitalizzare la decaduta industria aeronautica francese, operato dal ministro dell'Aviazione Victor André Laurent Eynac, nel 1930 la Niuport venne inclusa nella Société Générale Aéronautique (SGA) che raggruppava altri costruttori aeronautici e motoristici, allo scopo di realizzare aerei maggiormente competitivi in rapporto a prezzo e alle caratteristiche, tali da poter competere per le forniture ad enti e stati esteri.
Nel 1937 la SGA fu nazionalizzata e assorbita dalla SNCAO (Société nationale des constructions aéronautiques de l'ouest), causando la definitiva scomparsa della Nieuport dal registro dei costruttori aeronautici francesi.

### Pubblicazioni
- (FR) Revue de la Société Générale Aéronautique (PDF), Aprile 1930. URL consultato il 17 marzo 2015 (archiviato dall'url originale il 2 aprile 2015).